# Sabtang
Sabtang é um município de  sexta classe de renda municipal (d) na província Batanes, nas Filipinas. De acordo com o censo de 1 de maio  de  2020 possui uma população de 1 696 pessoas e 492 domicílios.